# Barra do Mendes
Barra do Mendes is een gemeente in de Braziliaanse deelstaat Bahia. De gemeente telt 14.459 inwoners (schatting 2009).

## Aangrenzende gemeenten
De gemeente grenst aan Barro Alto, Brotas de Macaúbas, Ibipeba, Ipupiara, Seabra en Souto Soares.